# Maciej Stolarczyk
Maciej Stolarczyk (Słupsk, 1972. január 15. –) lengyel válogatott labdarúgó, edző.

## Pályafutása

### Labdarúgóként
Stolarczyk a lengyelországi Słupsk városában született.
1990-ben mutatkozott be a Pogoń Szczecin felnőtt keretében. 1999 és 2008 között a Widzew Łódź, a Pogoń Szczecin, a Wisła Kraków és a GKS Bełchatów csapatában szerepelt.

### Edzőként
Stolarczyk 2010-ben a Pogoń Szczecin edzője volt. 2016 és 2022 között a lengyel U17-es, az U19-es, az U20-as és az U21-es korosztályú válogatottaknál, illetve a Wisła Krakównál töltött be edzői pozíciókat. 2022. június 14-én, Piotr Nowak távozása után az első osztályban szereplő Jagiellonia Białystok vezetőedzője lett. 2023. április 4-én menesztették a Jagiellonia Białystoktól, mivel a csapat a tabella 14. helyén állt.

## Sikerei, díjai

### Játékosként
Wisła Kraków
- Ekstraklasa
  - Bajnok (3): 2002–03, 2003–04, 2004–05

- Lengyel Kupa
  - Győztes (1): 2002–03